# توماس جي. رينولدز
توماس جي. رينولدز (بالإنجليزية: Thomas G. Reynolds)‏ هو سياسي أمريكي، ولد في 16 ديسمبر 1956 في ميلواكي في الولايات المتحدة. حزبياً، نشط في الحزب الجمهوري. وقد انتخب عضو مجلس ولاية ويسكونسن.